# 24245 Ezratty
24245 Ezratty là một tiểu hành tinh vành đai chính với chu kỳ quỹ đạo là 1255.4881397 ngày (3.44 năm).
Nó được phát hiện ngày 7 tháng 12 năm 1999.